# 기른 정 낳은 정
"기른 정 낳은 정"은 한국에서 제작된 전홍직 감독의 1965년 영화이다. 김지미 등이 주연으로 출연하였고 홍의선 등이 제작에 참여하였다.

## 출연

### 주연
- 김지미
- 문정숙
- 박노식
- 허장강

## 기타
- 조명: 이억만
- 미술: 홍성칠